# Lucio V. López
Lucio V. López is een plaats in het Argentijnse bestuurlijke gebied Iriondo in de provincie Santa Fe. De plaats telt 546 inwoners.